# O Maior Troféu (single)
O Maior Troféu é o primeiro single gravado pela cantora brasileira de música cristã Damares, registrada no álbum de estúdio, O Maior Troféu; lançado em 30 de abril de 2013.
O lançamento da música foi na Radio Vida 96.6, no dia 10 de abril.   O single foi lançado no iTunes no dia 22 de abril.
O vídeo-clipe do single foi gravado no dia 2 de julho, na Espaço Renascer Hall, em Moocá, SP. O diretor do vídeo será Bruno Fioravanti, o mesmo que dirigiu o clipe Um Novo Vencedor, em 2010. Damares Bezerra de Oliveira pediu para que os figurantes viessem com roupas brancas, sem logomarca ou desenhos com cor.
Antes do lançamento do clipe, o canal de Damares Bezerra de Oliveira na VEVO liberou um lyric video do single, que já passou de mais de duzentas mil visualizações. E o video clipe oficial já chega a quase 13 milhões de visualizações.

## Lista de faixas
| Faixa digital no iTunes |                  |                |                  |         |  |
| N.º                     | Título           | Compositor(es) | Produção Musical | Duração |  |
| 16.                     | "O Maior Troféu" | Tony Ricardo   | Melk Carvalhedo  | 5:11    |  |

## Paradas
| Paradas (2013)            | Melhor posição |
| ------------------------- | -------------- |
| Brasil (Billboard Gospel) | 4              |